# Tarenna gracilipes
Tarenna gracilipes är en måreväxtart som först beskrevs av Bunzo Hayata, och fick sitt nu gällande namn av Jisaburo Ohwi. Tarenna gracilipes ingår i släktet Tarenna och familjen måreväxter. Inga underarter finns listade i Catalogue of Life.